# Karim
Karim er en dansk kortfilm fra 2011 med instruktion og manuskript af Ulaa Salim.

## Handling
Denne artikel mangler et handlingsreferat. Hjælp os med at skrive det.

## Medvirkende
- Hassan El Sayed - Karim
- Vahid Ghiasvand - Kollega
- Camilla Gottlieb - Luna
- Hena Jasmin - Arabisk kone